# Oncaea ornata
Oncaea ornata är en kräftdjursart som beskrevs av Giesbrecht 1891. Oncaea ornata ingår i släktet Oncaea och familjen Oncaeidae. Inga underarter finns listade i Catalogue of Life.